# Naruto Shippuden : La Flamme de la volonté
Pour plus de détails, voir Fiche technique et Distribution.
Naruto Shippuden : La Flamme de la volonté (劇場版 NARUTO-ナルト- 疾風伝 火の意志を継ぐ者, Gekijō-ban Naruto Shippūden - Hi no Ishi wo tsugu mono) est le sixième film japonais basé sur le manga Naruto et le troisième film tiré de l'anime Naruto Shippûden.
Il est sorti le 1er août 2009 au Japon, mais a été diffusé en avant première mondiale lors de la Japan Expo le 5 juillet 2009. Le film a été dévoilé sur le site du 10e anniversaire de Naruto.
En France. Le film a été diffusé le 26 septembre 2010 sur Game One sous le titre Naruto Shippuden : La volonté du feu.
La bande originale du film est intitulée : Dareka ga (誰か, Quelqu'un), et est interprétée par le duo de chanteuses japonaises Puffy Ami Yumi.

## Synopsis
Parmi les cinq grands villages ninjas, quatre d'entre eux, Kumo, Iwa, Kiri, Suna voient leurs ninjas dotés de Kekkei genkai disparaître au fur et à mesure. Un seul a été épargné, c'est le Pays du Feu. Si cela ne provoque guère l'émoi de la population, il s'agit d'un signe précurseur de la guerre. En effet, Konoha suscite la crainte des autres pays qui rendent le Pays du Feu responsable de ces disparitions. De ce fait, des troupes prennent position aux frontières du Pays du Feu. Le seigneur du pays tient Tsunade comme responsable et lui demande de trouver le coupable et la menace en cas d’échec de détruire Konoha.
Le vrai coupable n’est autre que Hiruko, un ancien ninja du village qui était camarade avec les Sannin. Hiruko a déserté le village de Konoha lorsqu'il a été découvert en train de mener des expériences interdites dans le but de mettre au point une technique appelée Chimère, technique qui permet d’absorber le chakra d’autres ninjas.
Basé sur le mont Shumisen avec ses disciples Ichi, Ni et San, Hiruko tente de s’emparer du Sharingan le Kekkei genkai de Kakashi Hatake. En projetant son image dans le ciel, il annonce au monde son intention de déclencher la 4e guerre ninja.
Une nuit, Hiruko active la malédiction des marionnettes apposée il y a dix ans sur le front de Kakashi pour le forcer à venir vers lui et s’emparer du Sharingan. Mais Kakashi, avant de passer sous l’emprise du sceau, avait demandé à Tsunade de lui placer un sceau-suicide (technique de libération du temps) particulier qui active le Kamui du Kaléidoscope hypnotique du Sharingan afin de détruire Hiruko lors de l’absorption de son corps.

Sceau de la malédiction des marionnettes

Kakashi quitte alors le village sous l’emprise de la malédiction des marionnettes. Naruto part à sa poursuite avec Sakura, rejoints plus tard par Saï malgré l’interdiction de Tsunade. Elle ordonne alors aux équipes 8, 9 et 10 de partir à la poursuite de Naruto pour le ramener au village. Pour Naruto, il est impossible de laisser son sensei se sacrifier sans rien tenter ; abandonner un ami est pire que de ne pas respecter les règles.
Sur le chemin Naruto est ralenti par ses propres camarades, Gaara et les disciples d’Hiruko. Naruto parvient tout de même à rattraper Kakashi et le sauve des griffes de l’ennemi.

## Fiche technique
- Titre original : 劇場版 NARUTO-ナルト- 疾風伝 火の意志を継ぐ者 (Gekijō-ban Naruto Shippūden - Hi no Ishi wo tsugu mono)
- Titre français : Naruto Shippuden : La Flamme de la volonté
- Réalisation : Hajime Kamegaki
- Scénario : Junki Takegami, adapté de l'anime Naruto Shippûden de Masashi Kishimoto
- Direction artistique :
- Musiques : Yasuharu Takanashi
- Sociétés de production : Aniplex, Bandai Co., Ltd., Dentsu Inc., Shueisha, Studio Pierrot, Tōhō, TV Tokyo
- Société de distribution : Tōhō
- Pays d'origine :  Japon
- Langue originale : japonais
- Format : Couleurs - 1,85 : 1
- Genre : action, fantastique, comédie
- Durée : 90 minutes
- Dates de sortie :
  - 1er août 2009 au  Japon
  - 26 septembre 2010 en  France sur Game One

## Les personnages

### Ichi
Ichi est le premier sur le chemin de Naruto et ses compagnons de Konoha. Il est reconnaissable par un trait violet sur le font. Il utilise trois principales techniques d'invocations:
- Soutouja : Serpents bicéphales.
- Dakoumou : Filet de serpents
- Jasenshi : Épine tournoyante.

Il affronte l'équipe de Neji Hyûga qui en viendra à bout en combinant le tourbillon divin et la fleur de lotus Recto.

### Ni
Ni elle est la seule femme du quatuor, elle a deux traits sur la joue gauche et deux losanges dans le dos. Elle est accompagnée par deux chiens particuliers. Elle utilise une technique d’invocation:
- Chimera no jutsu pour invoquer une Chimère

Elle devra combattre avec l’équipe de Shino Aburame.

### San
San est le dernier ninja sur la route de Naruto, il possède trois traits sur le front. Il utilise aussi des techniques d’invocations. Principalement un oiseau qui lance des plumes explosives. Il combat contre l’équipe de Shikamaru Nara. Alors qu’il se trouve en difficulté il invoque Ichi et Ni et les absorbera afin de créer une nouvelle chimère à eux trois.

### Hiruko
Hiruko est un ninja déserteur du village de Konoha. Il a été genin à la même époque que les sannin dont il était ami, mais du fait de sa faiblesse, il a cherché à augmenter sa force en mettant au point une technique interdite (kinjutsu) d’absorption du chakra appelée « Chimère ». Ses recherches ayant été découvertes par le Hokage, il a été forcé de fuir le village.
Sa technique « Chimère » lui permet d’absorber le chakra de ses adversaires et de le retourner contre eux. Mais aussi de fusionner avec d’autre corps, notamment ceux dotés d’un kekkei genkai. Mais la technique de chimère à ses limites : Hiruko ne pourra pas absorber le Sharingan de Kakashi quand il le souhaite, il faut impérativement le faire au moment d'une éclipse solaire sur le mont Shumisen.
Il est d’apparence jeune mais il s’agit d’un corps synthétique. Il a les yeux rouges et les cheveux longs et blancs qu’il attache avec une demi-queue. Il est habillé d’un long manteau blanc avec les épaules ouvertes et un col haut. Il est enserré par plusieurs ceintures. Son corps est recouvert de bandage des pieds jusqu’à la moitié du visage et porte une sorte de corset et une minerve par-dessus. Son torse est parcouru d’une grande cicatrice.
Hiruko est accompagné par trois ninjas du nom de Ichi, Ni, et San qu’il peut invoquer.
Il est tué par Naruto dans la mesure où il est dans l’incapacité d’absorber son « Orbe shuriken ».

#### Kekkei genkai

Symbole du Meiton sur la main d'Hiruko

- Art d'utiliser la vitesse (迅遁, Jinton?)
- Art d'utiliser les ténèbres (冥遁, Meiton?)
- Art d'utiliser l'acier (鋼遁, Kōton?)
- Art d'utiliser l'orage (嵐遁, Ranton?)

#### Techniques
- Meiton - Succion abyssale (冥遁・吸穴孔, Meiton - Kyūketsukō?)
- Meiton - Jugement (冥遁・邪自滅斗, Meiton - Jajimento?)
- Ranton - Vague de brouillard électrique (嵐遁・雷雲腔波, Ranton - Raiunkōha?)
- Ranton Ultime - Turbulences (嵐遁奥義・嵐鬼龍, Ranton Ōgi - Rankiryū?)
- Jinton - Vol des ténèbres (迅遁・無影翔, Jinton - Mueishō?)

## Doublage
| Personnages      | Voix japonaises      | Voix françaises     |
| ---------------- | -------------------- | ------------------- |
| Naruto Uzumaki   | Junko Takeuchi       | Carole Baillien     |
| Sakura Haruno    | Chie Nakamura        | Maia Baran          |
| Saï              | Satoshi Hino         | Maxime Donnay       |
| Kakashi Hatake   | Kazuhiko Inoue       | Franck Daquin       |
| Chôji Akimichi   | Kentarō Itō          | Thierry Janssen     |
| Neji Hyûga       | Kōichi Toochika      | Xavier Percy        |
| Kiba Inuzuka     | Kōsuke Toriumi       | Xavier Percy        |
| Hinata Hyûga     | Nana Mizuki          | Élisabeth Guinand   |
| Ino Yamanaka     | Ryoka Yuzuki         | Alexandra Correa    |
| Shino Aburame    | Shinji Kawada        | Alexandre Crépet    |
| Shikamaru Nara   | Shōtarō Morikubo     | Jean-Pierre Denuit  |
| Rock Lee         | Yoichi Masukawa      | Jean-Pierre Denuit  |
| Tenten           | Yukari Tamura        | Élisabeth Guinand   |
| Gaara            | Akira Ishida         | Tony Beck           |
| Teuchi           | Eisuke Asakura       |                     |
| Lin              | Haruhi Terada        |                     |
| Hiruzen Sarutobi | Hidekatsu Shibata    | Jean-Paul Landresse |
| San              | Hideo Watanabe       | David Manet         |
| Jiraya           | Hōchū Ōtsuka         | Olivier Cuvelier    |
| Ni               | Junko Minagawa       | Julie Basecqz       |
| Asuma Sarutobi   | Jōrōta Kosugi        | Robert Dubois       |
| Taiseki          | Kanji Suzumori       |                     |
| Shizune          | Keiko Nemoto         | Claire Tefnin       |
| Tsunade          | Masako Katsuki       | Laurence César      |
| Sasuke Uchiwa    | Noriaki Sugiyama     | Christophe Hespel   |
| Temari           | Romi Park            | Cathy Boquet        |
| Hiruko           | Soichiro Hoshi       | Mathieu Moreau      |
| Obito Uchiwa     | Sōsuke Komori        | Alexandre Crépet    |
| Izumo Kôzuki     | Tomohiro Tsuboi      | Alexandre Crépet    |
| Kotetsu Hagane   | Tomoyuki Kōno        | David Manet         |
| Kankurô          | Yasuyuki Kase        | Thierry Janssen     |
| Ichi             | Yoshimitsu Shimoyama | Romain Barbieux     |

## Musique
Une compilation des musiques du film composées par Takanashi Yasuharu est sortie au Japon le 29 juillet 2009 :

## Autour du film
- Chronologiquement le film peut être placé entre les volumes 38 et 40 du manga et l'épisode 89 de Naruto Shippuden car Asuma est mort après avoir été tué par Hidan et Naruto maitrise le Fûton - Shuriken Tourbillonnant qui lui a permis de vaincre Kakuzu.
- Dans ce film, Naruto n'est pas blessé après avoir exécuté le Shuriken Tourbillonnant, alors que cette technique est censée être dangereuse pour son utilisateur.

## Sorties DVD
Le film est sorti au format DVD le 21 avril 2010 au Japon et le 4 août 2010 en France.